# Heinrich Schickhardt
Heinrich Schickhardt est un architecte, urbaniste et ingénieur militaire allemand, né le 5 février 1558 à Herrenberg et mort le 14 janvier 1635 à Stuttgart.
Il construit églises, châteaux, écoles, moulins et autres édifices les plus divers. Il édifie, à Montbéliard, la « Tour Frédéric » du château, ainsi que le temple Saint-Martin ; ce dernier est le plus ancien édifice construit en France pour le culte luthérien.

## Biographie
Heinrich Schickhardt est le fils d'une famille bourgeoise d'artisans. Après son apprentissage en 1578, il est le disciple de l'architecte de la cour des Wurtemberg, Georg Beer.
Son travail lui permet de se faire remarquer par le prince Frédéric 1er qui s'attache ses services. Il réalise alors les grands projets de Montbéliard au cours de la période 1600-1610 (temple Saint Martin, une partie du château, l'aménagement de la Neuville).
En 1599, il commence la construction de Freudenstadt en Forêt-Noire, dans un style Renaissance, remarquable par son plan carré et géométrique. En 1608 il est nommé architecte du duc. 
Dans le même temps, il réaménage la place Schiller de Stuttgart (1600-1610).
Ingénieur reconnu, il réalise aussi de nombreux mécanismes qui lui vaudront le surnom de « Léonard Souabe » : grand puits à muire et chaudière à houille de la saline de Saulnot, roue à eau et machine hydraulique du château de Montbéliard...
En 1632, il publie ses mémoires, « Invatarium », où il décrit l'ensemble de ses biens ainsi que ses ouvrages. 
Il est assassiné le 14 janvier 1635 par des soldats à Stuttgart pendant la Guerre de Trente Ans.

## Inspiration
Schickhardt fait deux séjours en Italie, un premier en 1598 où il étudie l'architecture de la Renaissance et un deuxième, entre 1599 et 1600, où il s'intéresse notamment aux aspects techniques et plus particulièrement à l'architecture des jardins.

## Réalisations

### En Allemagne
- Stuttgart
  - Place Schiller
  - Château Prinzenbau

- Freudenstadt
  - Planification
  - Église

### En France
- Saulnot
  - Saline à houille, puits à saumure et graduation
- Montbéliard
  - Caserne et tour Frédéric du château de Montbéliard
  - Temple Saint-Martin
  - Aménagement du quartier de la neuville (Faubourg de Besançon actuel)
  - Université luthérienne
- Riquewihr
  - Maisons de maître

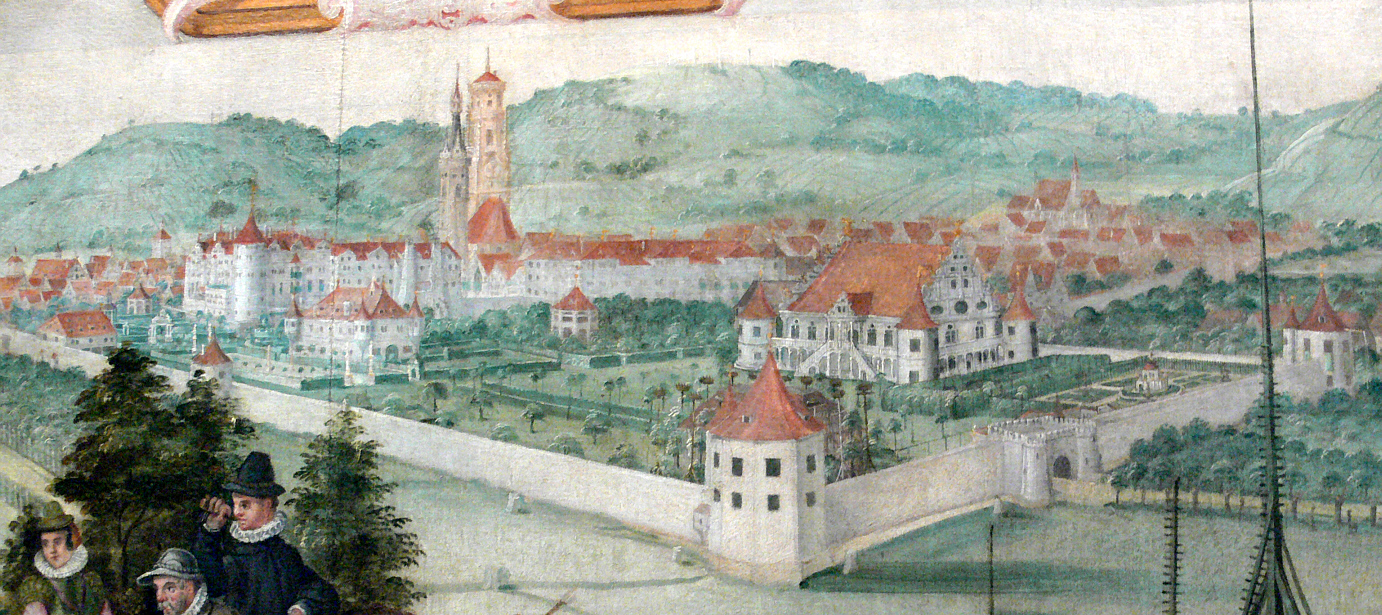
"Lusthaus" Stuttgart.
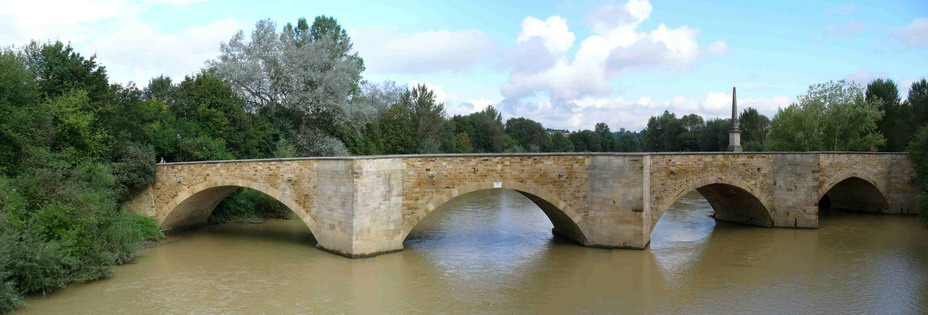
"Ulrichsbrücke" Köngen.
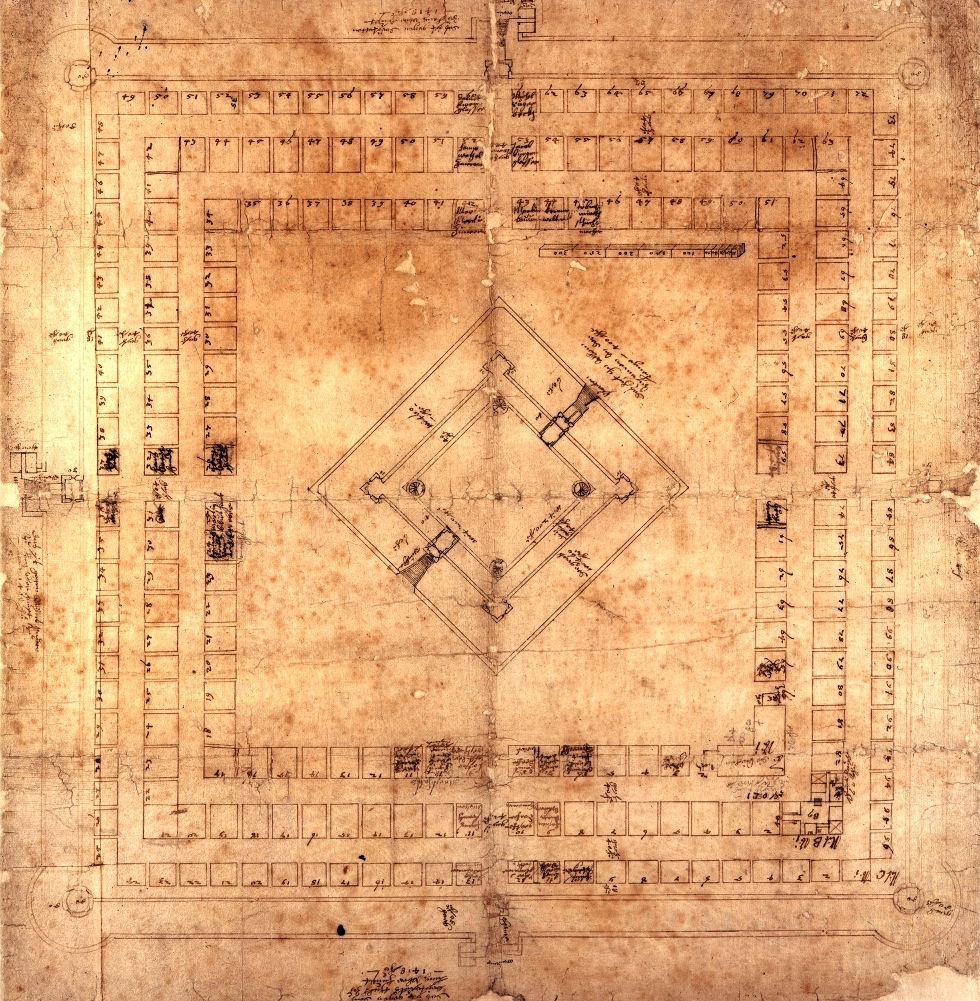
Plan de Freudenstadt par Heinrich Schickhardt.
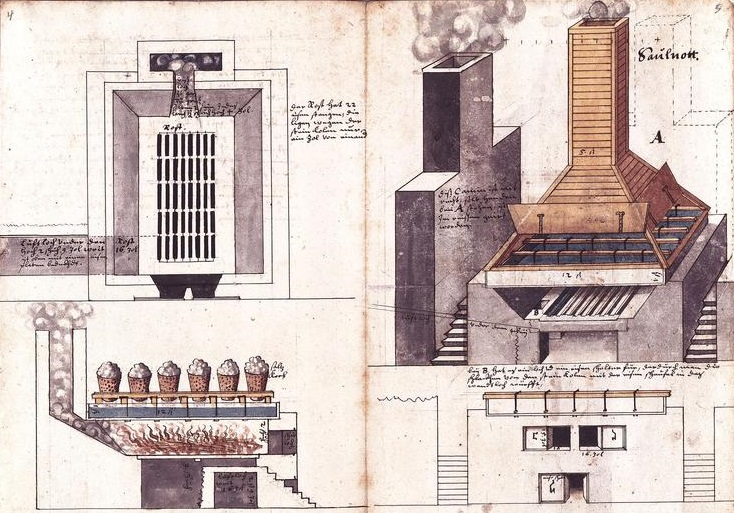
Four à charbon de la saline de Saulnot.